# Miccolamia cleroides
Miccolamia cleroides là một loài bọ cánh cứng trong họ Cerambycidae.